# Alénya
Alénya [aleɲa]  ou Alenyà (catalan) est une commune française située dans l'est du département des Pyrénées-Orientales, en région Occitanie. Sur le plan historique et culturel, la commune est dans le Roussillon, une ancienne province du royaume de France, qui a existé de 1659 jusqu'en 1790 et qui recouvrait les trois vigueries du Roussillon, du Conflent et de Cerdagne.
Exposée à un climat méditerranéen, elle est drainée par l'Agouille de la Mer. La commune possède un patrimoine naturel remarquable : deux sites Natura 2000 (le « complexe lagunaire de Canet-Saint Nazaire » et le « complexe lagunaire de Canet »), un espace protégé (l'« étang de Canet - Saint-Nazaire ») et deux zones naturelles d'intérêt écologique, faunistique et floristique.
Alénya est une commune rurale qui compte 3 712 habitants en 2022, après avoir connu une forte hausse de la population depuis 1968. Elle est dans l'agglomération de Saint-Cyprien et fait partie de l'aire d'attraction de Perpignan. Ses habitants sont appelés les Alényanais ou  Alényanaises.

## Géographie

### Localisation
La commune d'Alénya se trouve dans le département des Pyrénées-Orientales, en région Occitanie.
Elle se situe à 10 km à vol d'oiseau de Perpignan, préfecture du département, à 25 km de Céret, sous-préfecture, et à 5 km d'Elne, bureau centralisateur du canton de la Plaine d'Illibéris dont dépend la commune depuis 2015 pour les élections départementales.
La commune fait en outre partie du bassin de vie de Saint-Cyprien.
Les communes les plus proches sont : 
Théza (2,4 km), Saleilles (2,9 km), Corneilla-del-Vercol (3,0 km), Saint-Cyprien (3,1 km), Saint-Nazaire (3,2 km), Latour-Bas-Elne (4,1 km), Elne (4,5 km), Montescot (5,3 km).
Sur le plan historique et culturel, Alénya fait partie de l'ancienne province du royaume de France, le Roussillon, qui a existé de 1659 jusqu'à la création du département des Pyrénées-Orientales en 1790 et qui recouvrait les trois vigueries du Roussillon, du Conflent et de Cerdagne.
| Saleilles            | Saint-Nazaire | Canet-en-Roussillon |
| Théza                | Alénya        | Saint-Cyprien       |
| Corneilla-del-Vercol | Elne          |                     |

### Géologie
La superficie de la commune est de 534 hectares. L'altitude varie entre 3 et 18 mètres. Le centre du village est à une altitude de 5 m.
La commune est classée en zone de sismicité 3, correspondant à une sismicité modérée.

### Hydrographie
L'Agulla de la Mar (l'Agouille de la Mar), long de 10,41 kilomètres prend sa source au nord de Bages et se jette dans l'étang de Canet-Saint-Nazaire,.
Ce cours d'eau délimite la commune au sud avec celle de Elne.

### Climat
Pour des articles plus généraux, voir Climat de l'Occitanie et Climat des Pyrénées-Orientales.
En 2010, le climat de la commune est de type climat méditerranéen franc, selon une étude du CNRS s'appuyant sur une série de données couvrant la période 1971-2000. En 2020, Météo-France publie une typologie des climats de la France métropolitaine dans laquelle la commune est exposée à un climat méditerranéen et est dans la région climatique Provence, Languedoc-Roussillon, caractérisée par une pluviométrie faible en été, un très bon ensoleillement (2 600 h/an), un été chaud (21,5 °C), un air très sec en été, sec en toutes saisons, des vents forts (fréquence de 40 à 50 % de vents > 5 m/s) et peu de brouillards.
Pour la période 1971-2000, la température annuelle moyenne est de 15,1 °C, avec une amplitude thermique annuelle de 15,3 °C. Le cumul annuel moyen de précipitations est de 580 mm, avec 4,7 jours de précipitations en janvier et 2,1 jours en juillet. Pour la période 1991-2020, la température moyenne annuelle observée sur la station météorologique la plus proche, située sur la commune de Canet-en-Roussillon à 8 km à vol d'oiseau, est de 15,9 °C et le cumul annuel moyen de précipitations est de 658,3 mm,. Pour l'avenir, les paramètres climatiques de la commune estimés pour 2050 selon différents scénarios d’émission de gaz à effet de serre sont consultables sur un site dédié publié par Météo-France en novembre 2022.

#### Voies de communication
On accède à Alénya, soit :
- par la D 39  de l’ouest  de Théza,
- par la D 11  du nord de Saint-Nazaire, du sud de Elne,
- par la D 22  du nord-ouest de Saleilles, du sud-est de Saint Cyprien.

#### Transports
La commune est desservie par le réseau interurbain régional liO : la ligne 542 la relie à la gare de Perpignan depuis Saint-Cyprien, et la ligne 544 la relie à Millas et à Saint-Cyprien.

### Milieux naturels et biodiversité

#### Espaces protégés
La protection réglementaire est le mode d’intervention le plus fort pour préserver des espaces naturels remarquables et leur biodiversité associée,.
Dans ce cadre, la commune fait partie.
Un  espace protégé est présent sur la commune : 
l'« étang de Canet - Saint-Nazaire », un terrain acquis par le Conservatoire du Littoral, d'une superficie de 1 181,7 ha,.

#### Réseau Natura 2000

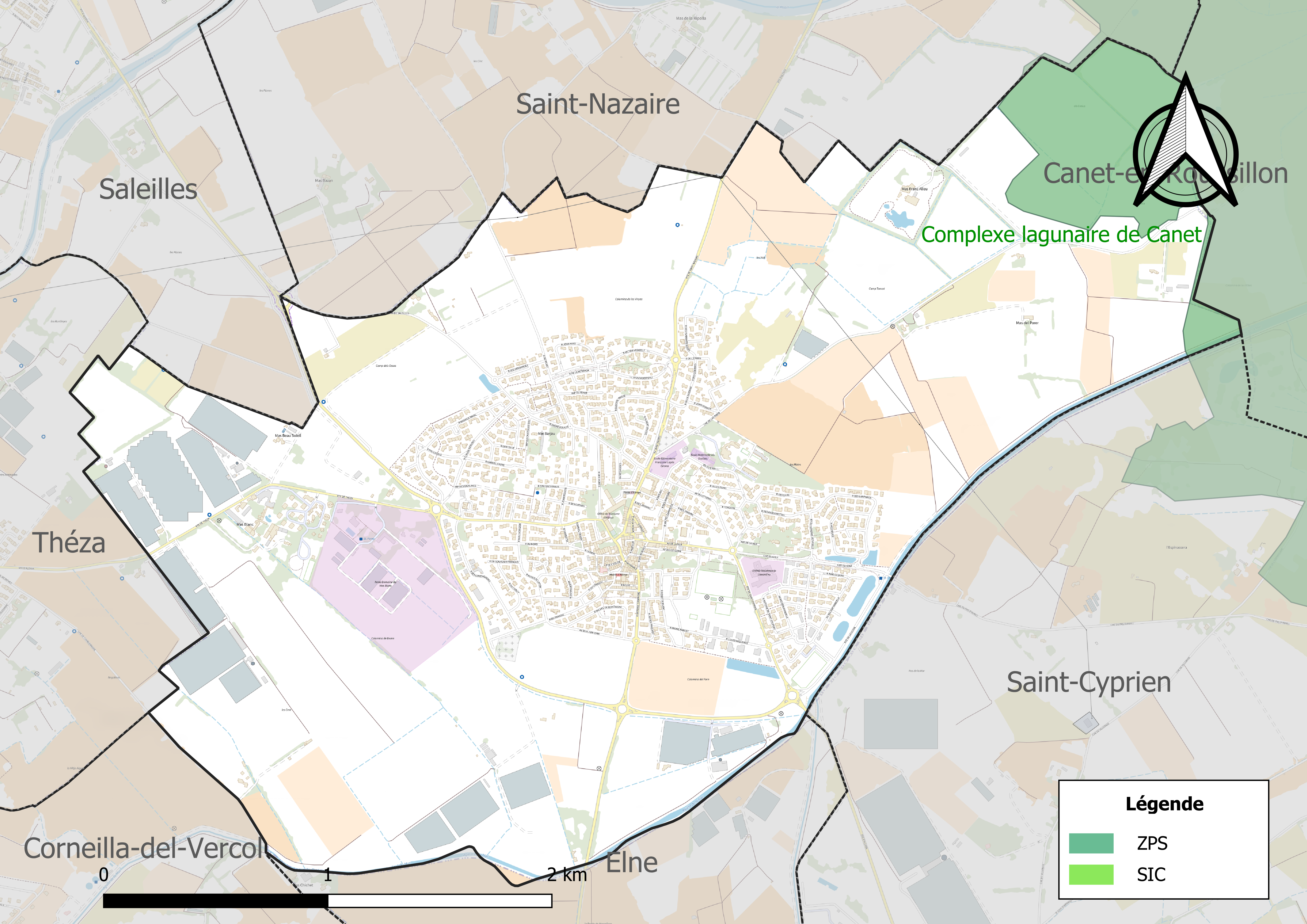
Site Natura 2000 sur le territoire communal.

Le réseau Natura 2000 est un réseau écologique européen de sites naturels d'intérêt écologique élaboré à partir des directives habitats et oiseaux, constitué de zones spéciales de conservation (ZSC) et de zones de protection spéciale (ZPS).
Un site Natura 2000 a été défini sur la commune au titre de la directive habitats.
- le « complexe lagunaire de Canet », d'une superficie de 1 872 ha, l'élément le plus méridional qui subsiste en France du grand ensemble lagunaire du languedoc-Roussillon. Il s'agit d'une lagune évoluée, à un stade de maturité où la coupure avec la mer est en train de s'effectuer et où les apports d'eau douce deviennent prépondérants[28]

et un au titre de la directive oiseaux
- le « complexe lagunaire de Canet-Saint Nazaire », d'une superficie de 1 869 ha, joue différents rôles en fonction des saisons et des espèces d'oiseaux : aires de repos, aires de nidification (roselières et milieux  dunaires, notamment), zones d'alimentation (plan d'eau, prairies pâturées). Le site accueille ainsi de nombreuses espèces de l'annexe 1 avec des effectifs souvent significatifs. On signalera notamment la Talève sultane, pour laquelle l'étang constitue le seul site de nidification actuellement connu  en France[29].

#### Zones naturelles d'intérêt écologique, faunistique et floristique
L’inventaire des zones naturelles d'intérêt écologique, faunistique et floristique (ZNIEFF) a pour objectif de réaliser une couverture des zones les plus intéressantes sur le plan écologique, essentiellement dans la perspective d’améliorer la connaissance du patrimoine naturel national et de fournir aux différents décideurs un outil d’aide à la prise en compte de l’environnement dans l’aménagement du territoire.
Une ZNIEFF de type 1 est recensée sur la commune :
la « zone humide de l'étang de Canet » (945 ha), couvrant 4 communes du département et une ZNIEFF de type 2, : 
le « complexe lagunaire de Canet-Saint-Nazaire » (1 912 ha), couvrant 4 communes du département.

Carte des ZNIEFF de type 1 et 2 à Alénya.
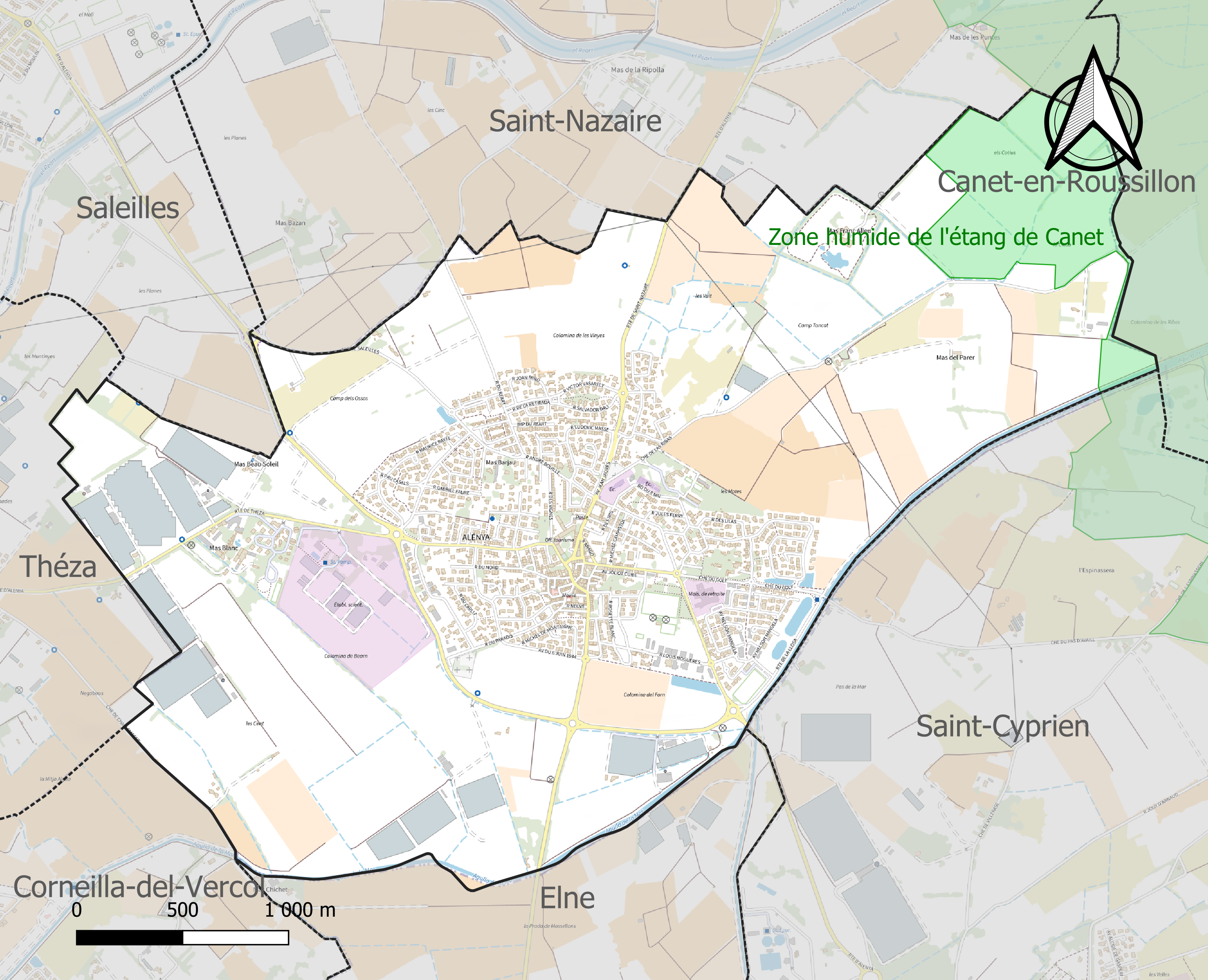
Carte de la ZNIEFF de type 1 sur la commune.
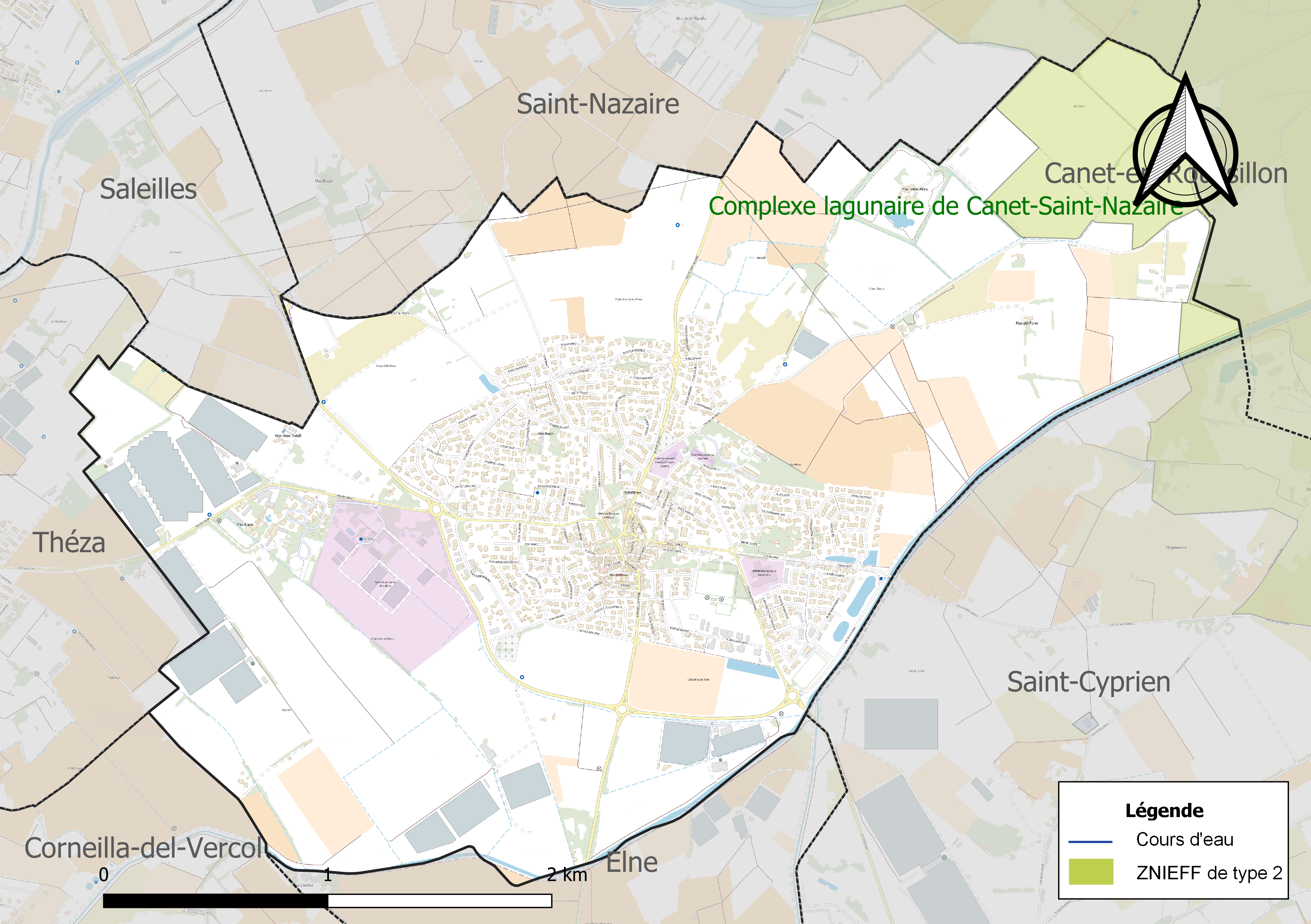
Carte de la ZNIEFF de type 2 sur la commune.

## Urbanisme

### Typologie
Au 1er janvier 2024, Alénya est catégorisée bourg rural, selon la nouvelle grille communale de densité à sept niveaux définie par l'Insee en 2022.
Elle appartient à l'unité urbaine de Saint-Cyprien, une agglomération intra-départementale regroupant quatorze  communes, dont elle est une commune de la banlieue,,. Par ailleurs la commune fait partie de l'aire d'attraction de Perpignan, dont elle est une commune de la couronne,. Cette aire, qui regroupe 118 communes, est catégorisée dans les aires de 200 000 à moins de 700 000 habitants,.

### Occupation des sols
L'occupation des sols de la commune, telle qu'elle ressort de la base de données européenne d’occupation biophysique des sols Corine Land Cover (CLC), est marquée par l'importance des territoires agricoles (74,7 % en 2018), en diminution par rapport à 1990 (85,4 %). La répartition détaillée en 2018 est la suivante : 
cultures permanentes (30,9 %), zones urbanisées (25,2 %), terres arables (25 %), zones agricoles hétérogènes (18,8 %), espaces verts artificialisés, non agricoles (0,1 %). L'évolution de l’occupation des sols de la commune et de ses infrastructures peut être observée sur les différentes représentations cartographiques du territoire : la carte de Cassini (XVIIIe siècle), la carte d'état-major (1820-1866) et les cartes ou photos aériennes de l'IGN pour la période actuelle (1950 à aujourd'hui).

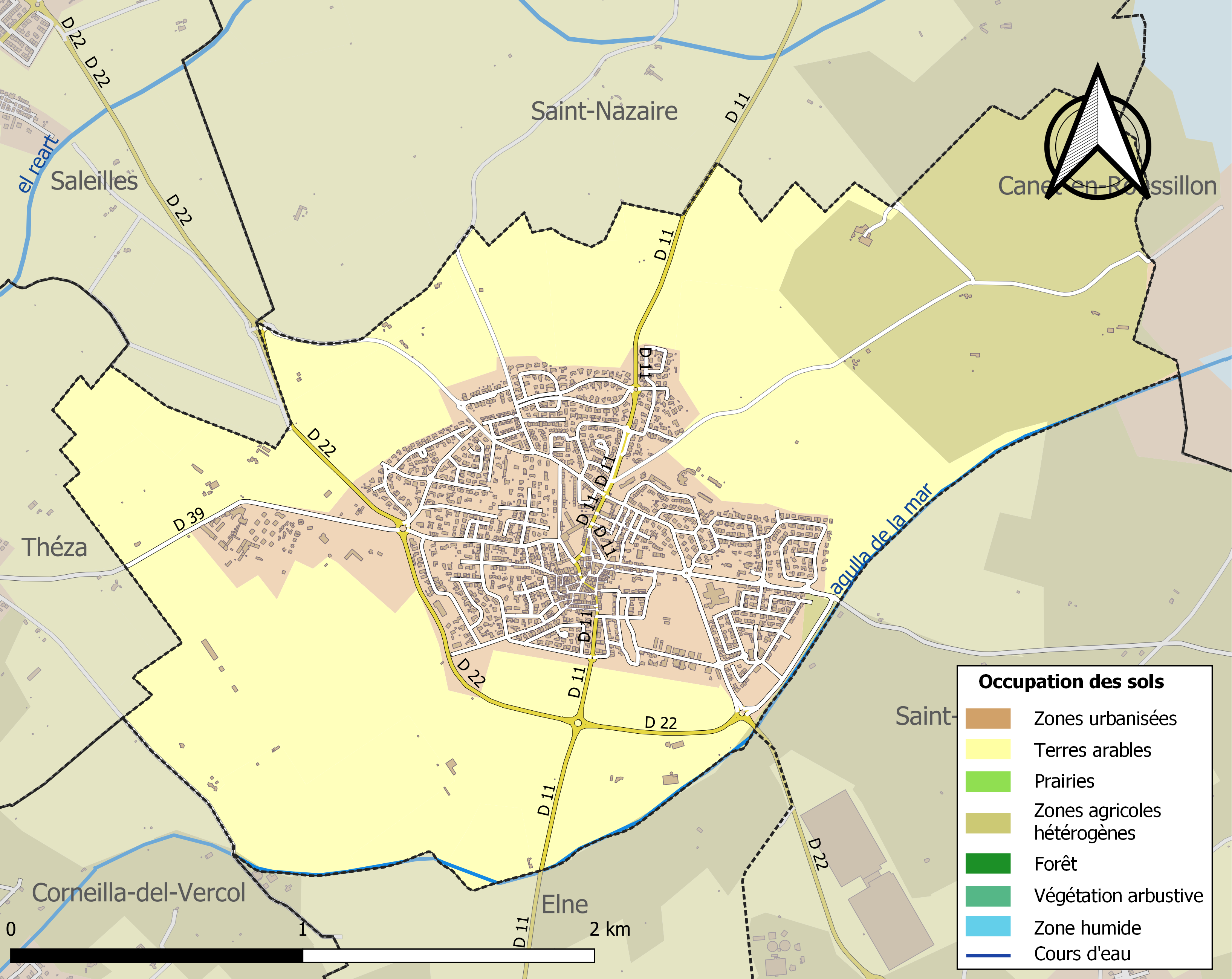
Carte des infrastructures et de l'occupation des sols de la commune en 2018 (CLC).

### Logement
En 2013, le nombre total de logements dans la commune était de 1 711.
Parmi ces logements, 79,7 % étaient des résidences principales, 14,7 % des résidences secondaires et 5,6 % des logements vacants.
La part des ménages propriétaires de leur résidence principale s’élevait à 72,8 %.

### Risques majeurs
Le territoire de la commune d'Alénya est vulnérable à différents aléas naturels : inondations, climatiques (grand froid ou canicule) et séisme (sismicité modérée),.
Certaines parties du territoire communal sont susceptibles d’être affectées par le risque d’inondation par crue torrentielle de cours d'eau du bassin du Réart. La commune fait partie du territoire à risques importants d'inondation (TRI) de Perpignan-Saint-Cyprien, regroupant 43 communes du bassin de vie de l'agglomération perpignanaise, un des 31 TRI qui ont été arrêtés le 12 décembre 2012 sur le bassin Rhône-Méditerranée. Des cartes des surfaces inondables ont été établies pour trois scénarios : fréquent (crue de temps de retour de 10 ans à 30 ans), moyen (temps de retour de 100 ans à 300 ans) et extrême (temps de retour de l'ordre de 1 000 ans, qui met en défaut tout système de protection),.
Ces risques naturels sont pris en compte dans l'aménagement du territoire de la commune par le biais d'un plan de prévention des risques inondations.

## Toponymie

### Alénya

#### Formes du nom
En catalan, le nom de la commune est Alenyà.
En français, le e de Alenya, à l'origine une voyelle neutre en catalan, ne devrait pas être accentué pour une prononciation plus conforme au nom original.
Alénya est mentionnée en 904 sous le nom d'Alignanum. On trouve ensuite les formes Alannyano (1385) et Alenya ou Alanya dès le XVIIe siècle. Une carte française du XVIIIe siècle mentionne Lenia.
À la suite de l'absorption du territoire de Boiça vers 1793, la commune est alors mentionnée sous le nom de Alénya et Boiça.

#### Étymologie
Le nom d'Alénya est sans doute dérivé du nom d'un propriétaire de domaine ibéro-romain suivi du suffixe -anum. Ce nom est peut-être Allenius, Allinius ou Helenius, sans doute plutôt Alanius, sobriquet de Alanus.

### Boaça

#### Formes du nom
En catalan, le nom du territoire est Boaçà ou Boassà et, à une certaine époque, Mas Blan. Il est mentionné dès 876 sous le nom de Villa Buacano puis au XIIe siècle sous le nom de Buassano. On a ensuite au XIVe siècle un nom de personne, Petrus Blan dominus de Buassano et en 1520 un autre, Joan Blan del Castell de Buassa. Le lieu est alors désigné sous le nom de Mas Blan, alors que la chapelle locale garde le nom de Sant Martí de Boaçà. Au XVIIIe siècle, le nom est francisé en Boiça. Le quartier d'Alénya correspondant est désigné de nos jours sous le nom de Mas Blanc.

#### Étymologie
Le nom de Boaçà est également dérivé du nom d'un propriétaire de domaine romain, Boetius suivi du suffixe -anum. Le nom de Mas Blan vient du nom des propriétaires du domaine au XIVe siècle. Il s'agit d'une riche famille de Perpignan dont le nom Blan trouve son origine dans le latin blandus (en français charmeur) et n'a rien à voir avec la couleur blanc.

## Histoire
En 1322, le roi Sanche de Majorque inclut Alénya dans la vicomté de Canet lors de sa création. Elle devient une seigneurie laïque, indépendamment de Boaça, autre seigneurie.
Entre 1790 et 1794, Alénya absorbe le territoire de Boiça.

## Politique et administration

### Canton
En 1790, la commune d'Alénya est incluse dans le canton d'Elne au sein du district de Perpignan. Elle est rattachée au canton de Perpignan-Est en 1801, puis intégrée au nouveau canton de Perpignan-III en 1973. Elle en est détachée en 1982 pour faire partie du canton de La Côte Radieuse qu'elle ne quitte plus par la suite. À compter des élections départementales de 2015, la commune d'Alénya rejoint le nouveau canton de la Plaine d'Illibéris.

### Liste des maires
| Période                                  | Période                   | Identité             | Étiquette | Qualité |
| ---------------------------------------- | ------------------------- | -------------------- | --------- | --- |
| 1904                                     | 1908                      | François Tourres     | Soc.      | Ouvrier agricole |
| Les données manquantes sont à compléter. |                           |                      |           | |
| 1925                                     | 1930                      | François Tourres     | Soc.      | Ouvrier agricole |
| 1930                                     | 1941 (démission)          | Auguste Lafon        | SFIO      | |
| Les données manquantes sont à compléter. |                           |                      |           | |
| octobre 1947                             | mars 1959                 | Auguste Lafon        | SFIO      | |
| Les données manquantes sont à compléter. |                           |                      |           | |
| mars 1965                                | mars 1983                 | Simone Parrot        | PCF       | Maire honoraire Conseillère générale du canton de Perpignan-3 (1976 → 1982)                                               |
| mars 1983                                | juin 1995                 | François Séguié      | SE        | |
| Les données manquantes sont à compléter. |                           |                      |           | |
| mars 2001                                | mars 2014                 | Jacques Pumareda     | PCF       | 1er vice-président de la CC Sud Roussillon (2001 → 2014)                                                                  |
| mars 2014                                | En cours (au 26 mai 2020) | Jean-André Magdalou, | PCF       | Technicien scientifique 1er vice-président de la CC Sud Roussillon Président de l'ADECR 66 Réélu pour le mandat 2020-2026 |

### Jumelages
- Celrà en Catalogne ;
- Naivasha au Kenya.

## Population et société

### Démographie

#### Démographie ancienne
La population est exprimée en nombre de feux (f) ou d'habitants (H).
| 1365 | 1378 | 1470 | 1515 | 1553 | 1643 | 1709 | 1720 | 1730 |
| ---- | ---- | ---- | ---- | ---- | ---- | ---- | ---- | ---- |
| 15 f | 11 f | 6 f  | 11 f | 19 f | 7 f  | 57 f | 46 f | 45 f |

| 1767  | 1774 | 1789 | 1790 | - | - | - | - | - |
| ----- | ---- | ---- | ---- | - | - | - | - | - |
| 112 H | 45 f | 42 f | 57 H | - | - | - | - | - |

#### Démographie contemporaine
L'évolution du nombre d'habitants est connue à travers les recensements de la population effectués dans la commune depuis 1793. Pour les communes de moins de 10 000 habitants, une enquête de recensement portant sur toute la population est réalisée tous les cinq ans, les populations de référence des années intermédiaires étant quant à elles estimées par interpolation ou extrapolation. Pour la commune, le premier recensement exhaustif entrant dans le cadre du nouveau dispositif a été réalisé en 2008.

En 2022, la commune comptait 3 712 habitants, en évolution de +5,04 % par rapport à 2016 (Pyrénées-Orientales : +3,92 %, France hors Mayotte : +2,11 %).
| 1793 | 1800 | 1806 | 1821 | 1831 | 1836 | 1841 | 1846 | 1851 |
| ---- | ---- | ---- | ---- | ---- | ---- | ---- | ---- | ---- |
| 183  | 196  | 234  | 319  | 324  | 350  | 337  | 368  | 419  |

| 1856 | 1861 | 1866 | 1872 | 1876 | 1881 | 1886 | 1891 | 1896 |
| ---- | ---- | ---- | ---- | ---- | ---- | ---- | ---- | ---- |
| 450  | 418  | 375  | 359  | 431  | 474  | 519  | 570  | 634  |

| 1901 | 1906 | 1911 | 1921 | 1926 | 1931 | 1936 | 1946 | 1954 |
| ---- | ---- | ---- | ---- | ---- | ---- | ---- | ---- | ---- |
| 678  | 666  | 645  | 617  | 593  | 776  | 702  | 603  | 689  |

| 1962 | 1968 | 1975  | 1982  | 1990  | 1999  | 2006  | 2008  | 2013  |
| ---- | ---- | ----- | ----- | ----- | ----- | ----- | ----- | ----- |
| 695  | 678  | 1 006 | 1 211 | 1 562 | 2 318 | 2 780 | 2 912 | 3 358 |

| 2018  | 2022  | - | - | - | - | - | - | - |
| ----- | ----- | - | - | - | - | - | - | - |
| 3 669 | 3 712 | - | - | - | - | - | - | - |

| selon la population municipale des années : | 1968 | 1975 | 1982 | 1990 | 1999 | 2006 | 2009 | 2013 |
| Rang de la commune dans le département      | 76   | 61   | 58   | 51   | 42   | 39   | 36   | 33   |
| Nombre de communes du département           | 232  | 217  | 220  | 225  | 226  | 226  | 226  | 226  |

### Enseignement
Alénya dispose d'une école maternelle publique, avec un effectif de 119 élèves en 2014, ainsi que d'une école élémentaire publique, avec un effectif de 198 élèves en 2014.

### Manifestations culturelles et festivités
- Fête patronale : 10 décembre[59].

### Habitants
Iris Guenoun

## Économie

### Revenus
En 2018, la commune compte 1 569 ménages fiscaux, regroupant 3 668 personnes. La médiane du revenu disponible par unité de consommation est de 20 880 € (19 350 € dans le département). 47 % des ménages fiscaux sont imposés (42,1 % dans le département).

### Emploi
|                | 2008   | 2013   | 2018   |
| -------------- | ------ | ------ | ------ |
| Commune        | 7,2 %  | 12,9 % | 11,4 % |
| Département    | 10,3 % | 12,9 % | 13,3 % |
| France entière | 8,3 %  | 10 %   | 10 %   |

En 2018, la population âgée de 15 à 64 ans s'élève à 2 161 personnes, parmi lesquelles on compte 74,9 % d'actifs (63,5 % ayant un emploi et 11,4 % de chômeurs) et 25,1 % d'inactifs,. En  2018, le taux de chômage communal (au sens du recensement) des 15-64 ans est inférieur à celui du département, mais supérieur à celui de la France, alors qu'en 2008 il était inférieur à celui de la France.
La commune fait partie de la couronne de l'aire d'attraction de Perpignan, du fait qu'au moins 15 % des actifs travaillent dans le pôle,. Elle compte 509 emplois en 2018, contre 494 en 2013 et 501 en 2008. Le nombre d'actifs ayant un emploi résidant dans la commune est de 1 387, soit un indicateur de concentration d'emploi de 36,7 % et un taux d'activité parmi les 15 ans ou plus de 54,4 %.
Sur ces 1 387 actifs de 15 ans ou plus ayant un emploi, 219 travaillent dans la commune, soit 16 % des habitants. Pour se rendre au travail, 90,1 % des habitants utilisent un véhicule personnel ou de fonction à quatre roues, 1,4 % les transports en commun, 6,1 % s'y rendent en deux-roues, à vélo ou à pied et 2,5 % n'ont pas besoin de transport (travail au domicile).

### Activités hors agriculture

#### Secteurs d'activités
313 établissements sont implantés  à Alénya au 31 décembre 2019. Le tableau ci-dessous en détaille le nombre par secteur d'activité et compare les ratios avec ceux du département,.
| Secteur d'activité                                                                                        | Commune | Commune | Département |
| Secteur d'activité                                                                                        | Nombre  | %       | %           |
| --- | ------- | ------- | ----------- |
| Ensemble                                                                                                  | 313     | 100 %   | (100 %)     |
| Industrie manufacturière, industries extractives et autres                                                | 80      | 25,6 %  | (8,7 %)     |
| Construction                                                                                              | 57      | 18,2 %  | (14,3 %)    |
| Commerce de gros et de détail, transports, hébergement et restauration                                    | 67      | 21,4 %  | (30,5 %)    |
| Information et communication                                                                              | 1       | 0,3 %   | (1,9 %)     |
| Activités financières et d'assurance                                                                      | 5       | 1,6 %   | (3 %)       |
| Activités immobilières                                                                                    | 20      | 6,4 %   | (6,2 %)     |
| Activités spécialisées, scientifiques et techniques et activités de services administratifs et de soutien | 32      | 10,2 %  | (13 %)      |
| Administration publique, enseignement, santé humaine et action sociale                                    | 33      | 10,5 %  | (13,9 %)    |
| Autres activités de services                                                                              | 18      | 5,8 %   | (8,5 %)     |

Le secteur de l'industrie manufacturière, des industries extractives et autres est prépondérant sur la commune puisqu'il représente 25,6 % du nombre total d'établissements de la commune (80 sur les 313 entreprises implantées  à Alénya), contre 8,7 % au niveau départemental.

#### Entreprises et commerces
Les cinq entreprises ayant leur siège social sur le territoire communal qui génèrent le plus de chiffre d'affaires en 2020 sont : 
- SARL Delonca Diffusion, fabrication d'équipements d'emballage, de conditionnement et de pesage (1 833 k€)
- Larrere Bioroussillon, culture de légumes, de melons, de racines et de tubercules (777 k€)
- Equipo Cash Distribution Hoteliere, commerce de gros (commerce interentreprises) de fournitures et équipements divers pour le commerce et les services (431 k€)
- Sud Bat Construction, travaux de maçonnerie générale et gros œuvre de bâtiment (298 k€)
- Viny, activités de conditionnement (203 k€)

### Agriculture
La commune est dans la « plaine du Roussillon », une petite région agricole dans le département des Pyrénées-Orientales. En 2020, l'orientation technico-économique de l'agriculture  sur la commune est la polyculture et/ou le polyélevage.
|               | 1988 | 2000 | 2010 | 2020 |
| ------------- | ---- | ---- | ---- | ---- |
| Exploitations | 53   | 23   | 17   | 12   |
| SAU (ha)      | 582  | 113  | 201  | 169  |

Le nombre d'exploitations agricoles en activité et ayant leur siège dans la commune est passé de 53 lors du recensement agricole de 1988  à 23 en 2000 puis à 17 en 2010 et enfin à 12 en 2020, soit une baisse de 77 % en 32 ans. Le même mouvement est observé à l'échelle du département qui a perdu pendant cette période 73 % de ses exploitations,. La surface agricole utilisée sur la commune a également diminué, passant de 582 ha en 1988 à 169 ha en 2020. Parallèlement la surface agricole utilisée moyenne par exploitation a augmenté, passant de 11 à 14 ha.

## Culture locale et patrimoine

### Lieux et monuments
- L'église Sainte-Eulalie-et-Sainte-Julie, reconstruite à partir de 1593 sur les fondations d'un édifice antérieur. Son clocher est du type clocher-mur. Elle contient des retables des XVIIe et XVIIIe siècles, ainsi qu'une statue de la Vierge au raisin, de la fin du XIVe siècle[10].
- La maison d'Ortaffa, ancienne maison médiévale datant de la fin du XIVe siècle.
- La Pedra Martina, borne du haut Moyen Âge qui délimitait les paroisses, puis les seigneuries d'Alénya et de Saint-Martin de Boaça.
- La Pompe Bonne, l'une des plus anciennes fontaines du village[65].
- Le château et l'église Saint-Martin de Boaça, situés à l'ouest d'Alénya et datant des XIIIe et XVIe siècles, sont rasés en 1974 pour construire un centre de vacances[10].

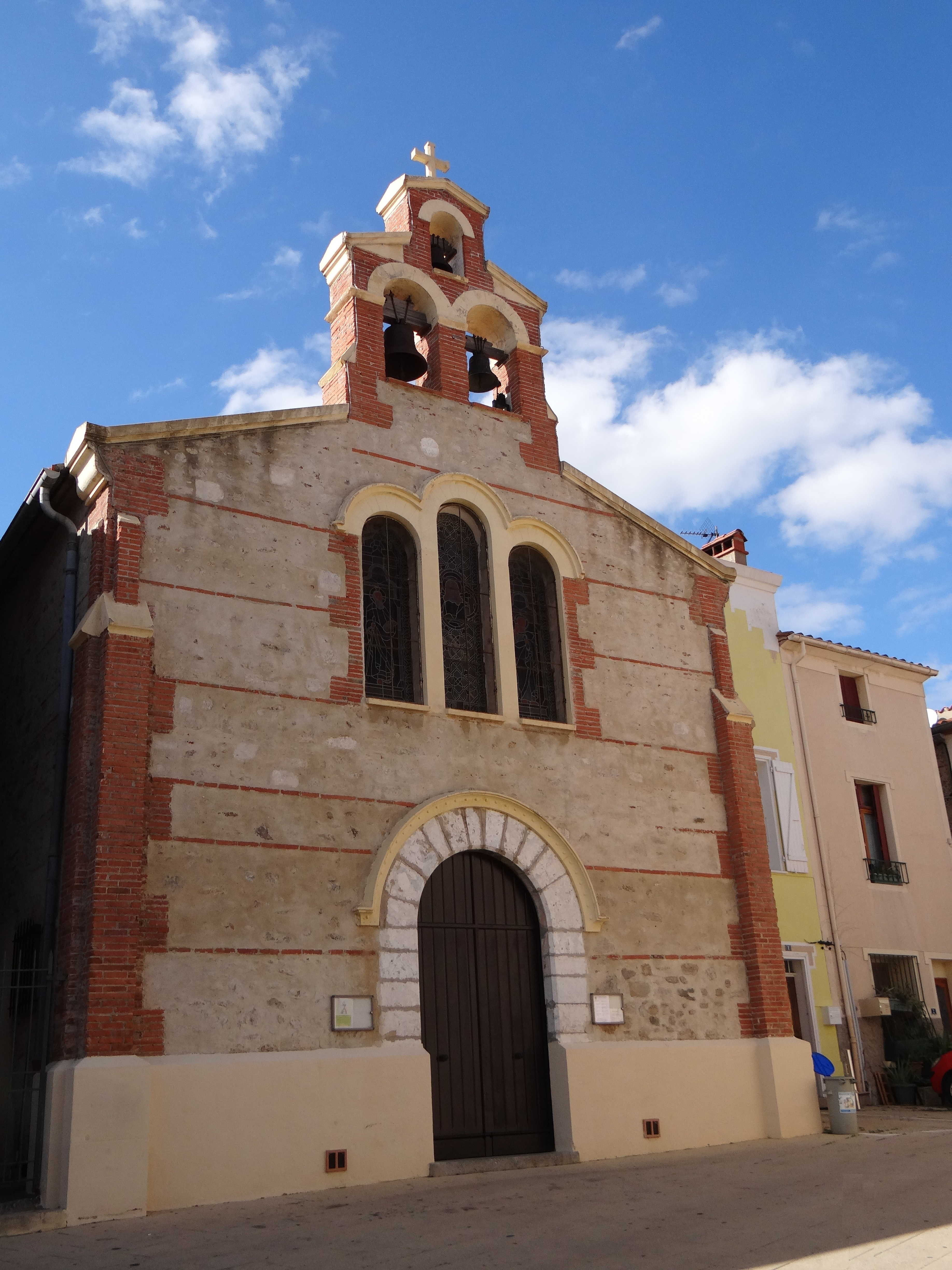
Église paroissiale Sainte-Eulalie-et-Sainte-Julie.
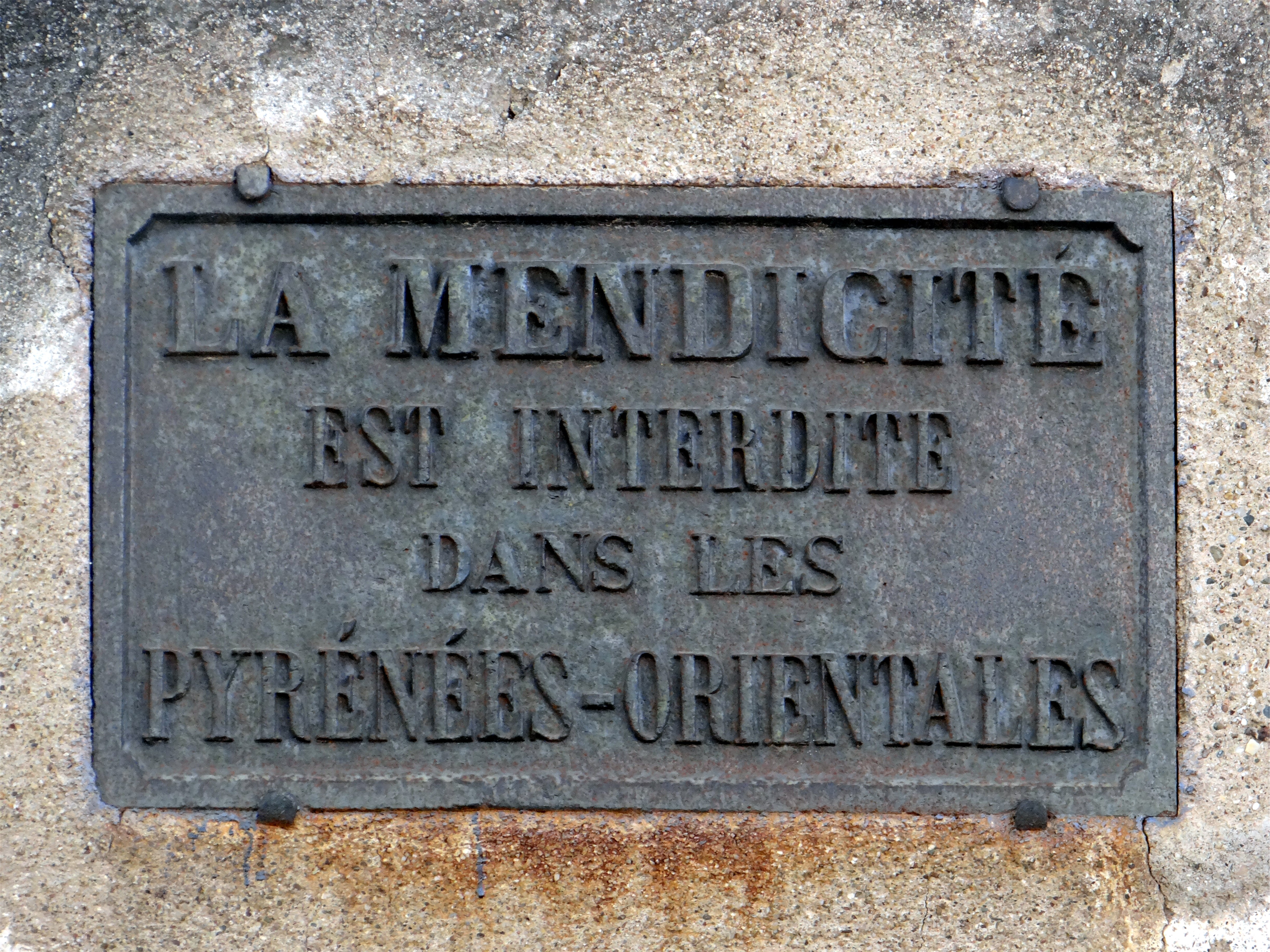
Plaque murale près du 3 de la place Henri-Sayroux.
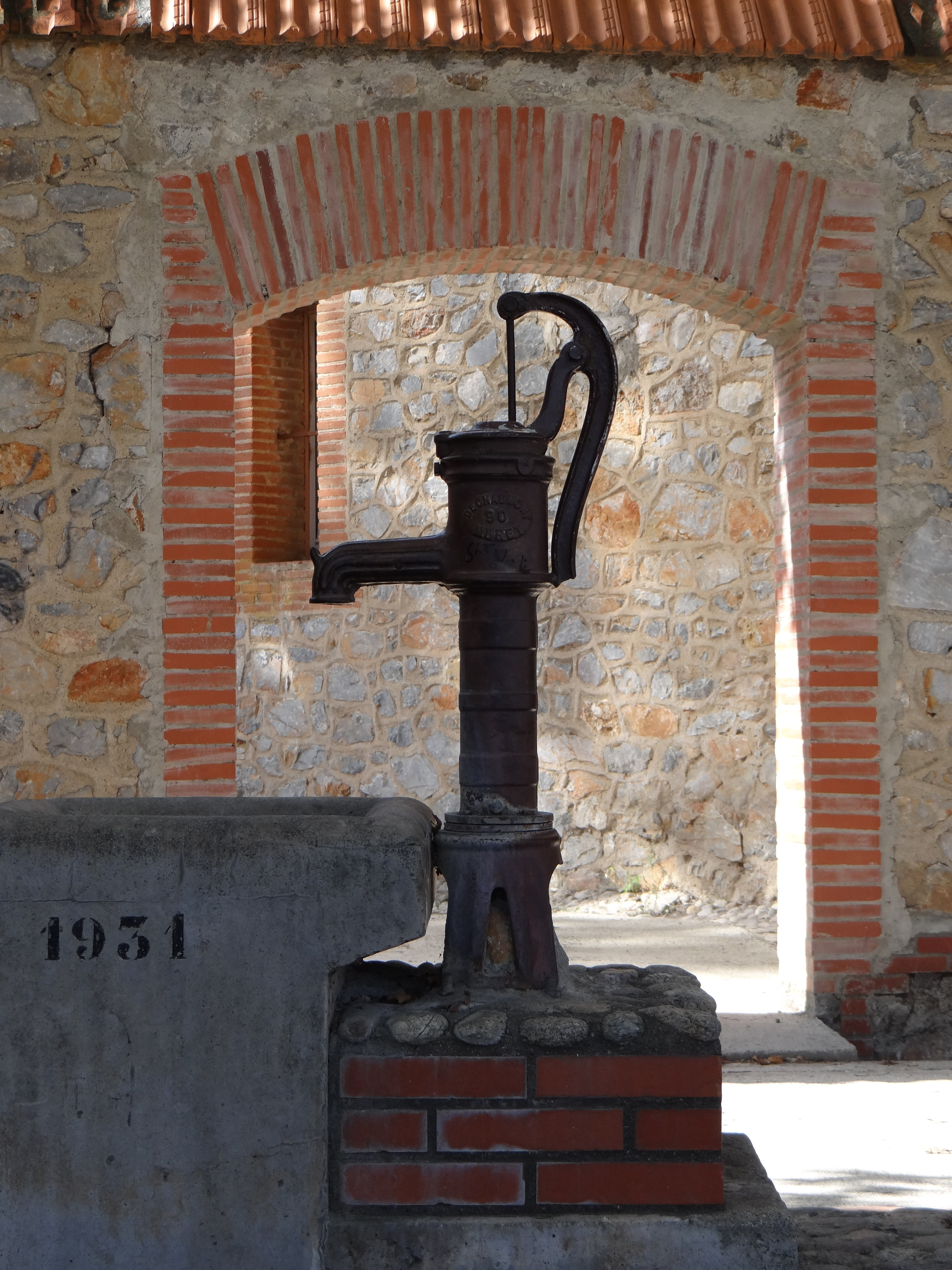
La Pompe Bonne.

### Personnalités liées à la commune
- Albert Cambriels (1816-1891) : général mort à Alénya.
- Pierre Bardou-Job (1826-1892) : industriel[66], achète une importante propriété à Alénya[67] ;
- Fernand de Chefdebien (1836-1914) : industriel et propriétaire terrien à Alénya[66] ;
- Euryale Resseguier (1836-1902) : ingénieur agronome, inventeur d'un porte-greffe résistant au Phylloxera ;
- François Écoiffier (1851-1913) : médecin, industriel et homme politique ayant investi dans l'agriculture à Alénya ;
- Jules-Edmond Cuisinier (1857-1917) : artiste-peintre, né à Alénya ;
- Édouard Chichet (1882-1946) : homme de presse né à Alénya[66] ;
- Dominique Cayrol (1890-1946) : résistant français né à Alénya ;
- Paul Chichet (1921-2002) : homme de presse ayant grandi à Alénya[66] ;
- Ambroise Ulma (1924-2005) : joueur de rugby à XIII né à Alénya.

### Héraldique
| Armes d'Alénya | Les armes peuvent se blasonner ainsi : De gueules au demi-vol abaissé d'or, au chef d'or chargé de quatre pals de gueules. |